# Лозуватка (Вільшанський район)
Лозуватка — колишній населений пункт в Кіровоградській області у складі Вільшанського району.

## Стислі відомості
В 1930-х роках — хутір Тарасівка в складі Вільшанського району Одеської собласті.
В часі Голодомору 1932—1933 років нелюдською смертю померло не менше 26 людей.
Зняте з обліку рішенням Кіровоградської обласної ради від 13 січня 1987 року.